# Mars 1975

## Évènements
- Début d'une violente guerre civile en Angola, avec les interventions de Cuba et de l’Afrique du Sud. Trois groupes anticolonialistes s’affrontent avant même le retrait de l’armée portugaise (le Mouvement populaire de libération de l'Angola, armé par l’URSS et soutenu par Cuba, qui contrôle Luanda, le Front national de libération de l'Angola, au Nord du pays, appuyé par le Zaïre et les États-Unis, et l’Union nationale pour l'indépendance totale de l'Angola, dans le centre et le sud, soutenu par l’Afrique du Sud, le Zaïre et les États-Unis). Exode de 400 000 Portugais d’Angola.
- Mise en place d’un Programme d’emploi minimum (PEM) au Chili consistant à offrir des travaux d’utilité publique faiblement rémunérés aux chômeurs[1].
- Henry Kissinger obtient de Sadate l’acceptation du principe de non-utilisation de la force pour résoudre la question israélo-arabe. Israël refuse et rompt ainsi les négociations. C’est la fin de la diplomatie de Kissinger. L’administration Ford décide de réduire l’aide économique et militaire à Israël, mais refuse toujours d’accorder une légitimité diplomatique à l’OLP et s’oppose donc à la reprise de la Conférence de Genève[2].
- Mars - juillet (Portugal) : occupation des grandes propriétés dans l’Alentejo.

- 1er mars, (Formule 1) : Grand Prix automobile d'Afrique du Sud.

- 6 mars : accord d’Alger. L’Irak reconnaît la délimitation de la frontière irako-iranienne sur la ligne du talweg du Chatt-el-Arab et les deux parties s’engagent à cesser de soutenir leurs oppositions respectives. Les Kurdes acceptent la paix, et une autonomie limitée leur est accordée avec certains droits culturels.

- 8 mars : l'ONU proclame 1975 Année de la femme.

- 9 mars : une offensive générale est décidée par le Nord Viêt Nam. Les troupes communistes soumettent le Sud Viêt Nam après 55 jours de campagne à partir des hauts plateaux d’Annam (fin le 30 avril).

- 10 mars, France : attentat de la gare de l’Est à Paris.

- 10 - 11 mars[3] : compromis de Dublin entre la CEE et le Royaume-Uni : le sucre du Commonwealth se voit garantir un accès au marché européen, de même que le beurre et le fromage néo-zélandais. Le Royaume-Uni bénéficiera par ailleurs de remboursements à sa contribution financière dans certaines limites.

- 11 mars (Portugal) : échec de la tentative du putsch du général António de Spínola.

- 22 mars  (Éthiopie) : abolition de la monarchie éthiopienne par le Derg.

- 25 mars : 
  - Prise de Hué par le Nord Viêt Nam.
  - Assassinat du roi Fayçal d'Arabie saoudite.

- 26 mars, Canada : élection générale albertaine

- 29 mars (États-Unis): pour lutter contre la récession, Gerald Ford fait approuver par le Congrès la plus importante réduction fiscale jamais consentie (22 milliards)[4].

- 31 mars, (Rallye automobile) : arrivée du Rallye Safari.

## Naissances
- 2 mars : 
  - Moussa Mara, homme politique malien.
  - Lee Sun-kyun, acteur sud-coréen († 27 décembre 2023).
- 3 mars : Thorunn Egilsdottir, chanteuse, actrice et animatrice de télévision et radio luxembourgeoise.
- 6 mars: Yannick Nézet-Séguin, chef d'orchestre canadien
- 11 mars : Arnaud Tsamere, humoriste français.
- 13 mars : 
  - Annika Olsen, femme politique
  - Charmaine Howell, athlète jamaïquaine
  - Erika de la Vega, personnalité de la radio et de la télévision au Venezuela
  - Esele Bakasu, footballeur congolais (RDC)
  - Landon Wilson, joueur de hockey sur glace américain
  - Mark Clattenburg, arbitre anglais de football
  - Marta Vilajosana, Coureuse cycliste professionnelle espagnole
  - Osvaldo Daicich, réalisateur argentin
  - Pierre Alexandre Tremblay, musicien canadien
- 14 mars : Abd al Malik, rappeur français.
- 15 mars : 
  - Eva Longoria, actrice américaine (série : Desperate Housewives).
  - Abir Moussi, avocate et femme politique tunisienne.
- 17 mars : Andrew Martin, catcheur.
- 18 mars : Laeticia Hallyday, dernière femme de Johnny Hallyday.
- 19 mars : Guiorgui Gakharia, homme politique géorgien.
- 21 mars : Chris Esquerre, humoriste, animateur de radio et acteur français.
- 22 mars : 
  - Mohamed Ziane, footballeur algérien.
  - Cole Hauser, acteur américain.
- 24 mars : 
  - Thomas Johansson, joueur de tennis suédois.
  - Ganira Pachayeva, femme politique azérie († 28 septembre 2023).
- 26 mars : 
  - Freya Van den Bossche, femme politique flamande, Ministre du Budget et Vice-premier ministre de la Belgique.
  - Cyril Mennegun, cinéaste français
- 27 mars : Fergie, chanteuse américaine
- 29 mars : Yannick Renier, acteur belge.
- 30 mars : Bahar Soomekh, actrice iranienne.

## Décès
- 14 mars : Susan Hayward, actrice américaine (° 30 juin 1917).
- 15 mars : Aristote Onassis, armateur grec. (° 15 janvier 1906).
- 18 mars : Alain Grandbois, poète. (° 25 mai 1900).
- 20 mars : le prince Jacques Henri de Bourbon, duc d'Anjou et de Ségovie, aîné des Capétiens et chef de la maison de France (° 1908).
- 25 mars : Fayçal ben Abdelaziz Al Saoud, roi d'Arabie saoudite (° 14 avril 1906).